# 希林館通り
『希林館通り』（きりんかんどおり）は、塩森恵子による日本の漫画作品。1979年から1980年にかけて『週刊マーガレット』（集英社）にて連載された。
2009年7月現在、同作者の作品としては最も長く、代表作と言える。後年続編となる「希林館通りII」も掲載された。これは棗・花梨・柚子のそれぞれが主人公となる3編のオムニバスで語られる。棗の娘・花梨の息子も登場。登場人物はみな近所に住んでいて相変わらず集まっては騒動をおこしている。

## 概要
舞台設定は花梨の実家である希林館を中心にしており、古き良き時代の典型的な下宿屋物と言える（年代の近い下宿屋物としては高橋留美子の『めぞん一刻』、川原由美子の『前略・ミルクハウス』などがある）。物語は全体としてはシリアスで、主人公の花梨を軸に展開する。
画風は当時の作者としては完成の域に達しているが、花梨を中心に、次々と恋のライバルが現れるパターンや、糸崎の好男子ぶりは少女漫画としてやや類型的の感を免れない。しかし時折登場人物の口から語られる人生論は鋭い洞察に満ちており、作者の以降の作品の充実の基が窺える。

## あらすじ
下宿屋「希林館」の次女・花梨は、通っている高校の教師・糸崎に密かに憧れを抱いていたが、ある日突然、糸崎から花梨と結婚したいと告げられ動揺する。同じく花梨を好いている下宿人・高広との確執を経ながら、花梨は結婚を承諾するが、糸崎は生徒との交際が問題となり、学校を退職して、大学院に入るために京都に行ってしまう。一方花梨は卒業後、家の経済的事情もあり、東京に残って出版社で働き始めるが、会社の上司・朝倉から強引に迫られる。恋のピンチは高広の助け船によって切り抜けられる。

## 登場人物
特記なき場合、年齢・学年は物語開始時点。

### 林家の母と姉妹
林花梨（はやし かりん）
高校2年生。明るくはっきりした性格の持ち主だが気は短い。恋愛は不得意で度々不安に陥る。
林棗(はやし なつめ)
大学2年生。派手好きな姉御タイプ。妻子ある男と恋に落ちて家出してしまう。
林柚子（はやし ゆずこ）
中学2年生。もの静かで生真面目だがしっかりした性格。高広に心を惹かれるが、姉達が恋に振り回される様子を見て、キリスト教に心の平安を求める。
林桃(はやし もも)
希林館の主で小説家。三人姉妹の母親。かつて下宿人だった姉妹の父親と結婚し、7年前に離婚するが、別れた夫の借金の肩代わりを引き受けてしまう。
そのため花梨は結婚を延期し、就職することになる。

### 花梨の恋愛相手、ライバル
糸崎哲朗（いとざき てつろう）= 糸崎先生
花梨の高校担任教師。専攻は日本史。中学時代に両親をなくして天涯孤独。
多くの生徒のあこがれのまと。大学時代、惣領摂子の夫・祥之から教授を受けるが、
摂子夫人との恋愛関係が元で恩師が事故死した過去を持つ。
信木高広（しのぎ たかひろ）
大学の工学部2年生（20歳）。静岡県の茶舗の末子で糸崎の後輩。美形だが無節操なところがある。
糸崎の紹介で希林館の住人となり、花梨に思いを寄せるが、花梨の気持ちを察して応援役に回る。
朝倉（あさくら）
花梨が就職した出版社の上司。仕事に厳しいが恋愛には積極的。見込みがあると見た花梨に惚れ込み、哲朗にライバル意識を燃やす。
惣領摂子（そうりょう せつこ）
哲朗の恩師のもと妻で一児の母。哲朗と同年代で、大学生だった哲朗と互いに恋愛感情を抱いていた。夫が登山で事故死し、独身となって再び哲朗の前に現れる。

### その他の人物
花梨の父
かつて桃と結婚し、希林館の養子に入ったが、自らの事業経営がうまくいかず、桃が作家として自立してしまったのを苦に愛人を作り離婚。ちょうど花梨の卒業前に現れて桃に資金援助を頼み込む。
松さん
希林館の古参の下宿人。小説家を志しているが一向に採用されず。希林館の人々のよき仲裁役。
哲平おじさん
喫茶店「ぼへみ庵」の主人。かつて希林館の下宿人であった頃、桃に憧れていた。現在も良き友人である。
真先（まさき）
花梨の会社の先輩OL。いろいろと花梨の相談に乗る。

## コミックス
マーガレットコミックス（集英社）
全8巻（1979年 - 1980年）
8巻に短編「とびきりとばしてミッドナイト」（1979年の『週刊マーガレット』に掲載）を収録。深夜放送のDJで表向きはライバルのふたりの恋を描いたコメディ。
集英社文庫（集英社）
全5巻（1997年）